# Ошечимські (герб)
Ошечимські (пол.Osiecimski) − шляхетський герб, різновид герба Любич.

## Опис герба
Опис з використанням класичних правил блазонування:
У срібному полі в центрі і на плечі срібної підкови золоті лицарські хрести. Клейцнод: три пера страуса.

## Найбільш ранні згадки
Присвоєно неофіту Михайлу Яну Ошечимському (Oświecimskiemu) 26 листопада 1765 року.

## Herbowni
Одна сім'я (герб власний): Ошечимські (Osiecimski, Oświecimski).